# Stenophylax dentilus
Stenophylax dentilus är en nattsländeart som beskrevs av Kobayashi 1973. Stenophylax dentilus ingår i släktet Stenophylax och familjen husmasknattsländor. Inga underarter finns listade i Catalogue of Life.